# Ensemble intercontemporain
Pour les articles homonymes, voir EIC.
L’Ensemble intercontemporain (EIC) est un ensemble instrumental français basé à Paris, spécialisé dans l'interprétation et la diffusion des œuvres du XXe siècle à aujourd'hui.

## Histoire
Fondé par Pierre Boulez en 1976, avec l’appui de Michel Guy (alors secrétaire d’État à la Culture) et la collaboration de Nicholas Snowman, l'Ensemble intercontemporain est une formation instrumentale de 31 musiciens solistes, qui se consacre à l'interprétation et à la diffusion de la musique du vingtième siècle à aujourd'hui,.
Placés sous la direction musicale du compositeur et chef d’orchestre Matthias Pintscher depuis septembre 2013, les solistes collaborent, aux côtés des compositeurs, à l’exploration des techniques instrumentales ainsi qu’à des projets associant musique, danse, théâtre, cinéma, vidéo et arts plastiques. Chaque année, l’Ensemble commande et joue de nouvelles œuvres. 
En collaboration avec l'Institut de recherche et coordination acoustique/musique (IRCAM), l'Ensemble intercontemporain participe à des projets incluant des nouvelles techniques de production sonore, les spectacles musicaux pour le jeune public, les activités de formation des jeunes instrumentistes, chefs d’orchestre et compositeurs ainsi que les nombreuses actions de sensibilisation des publics,.  
En résidence à la Cité de la musique de Paris depuis 1995, et à partir de janvier 2015 à la Philharmonie de Paris, l’Ensemble se produit et enregistre en France et à l’étranger où il est invité par des festivals internationaux.
L'Ensemble intercontemporain est financé par le ministère de la Culture et de la Communication et reçoit également le soutien de la mairie de Paris. En 2012, il a été reconnu « ambassadeur culturel européen » par la Commission européenne.
En 2022, l'EIC est lauréat du prix Polar Music, pour avoir « contribué à faire progresser le monde de la musique grâce à l’importance qu’il accorde à la créativité, à l’innovation et à sa grande qualité, ainsi qu’à son engagement auprès des jeunes musiciens ».

## Direction musicale
- 1976 — 1978 : Pierre Boulez
- 1978 — 1979 : Michel Tabachnik
- 1979 — 1991 : Péter Eötvös[1]
- 1992 — 1999 : David Robertson[6]
- 2000 — 2005 : Jonathan Nott[1]
- 2006 — 2012 : Susanna Mälkki[1]
- 2013 — 2023 : Matthias Pintscher
- 2023 — : Pierre Bleuse[9]

## Membres

### Actuels
- Martin Adámek, clarinette
- Odile Auboin, alto
- Alain Billard, clarinette basse
- Sophie Cherrier (ru), flûte
- Jérôme Comte, clarinette
- Jeanne-Marie Conquer, violon
- Eric-Maria Couturier, violoncelle
- Nicolas Crosse, contrebasse
- Renaud Déjardin, violoncelle
- Gilles Durot, percussion
- Samuel Favre, percussion
- Aurélien Gignoux, percussion
- Philippe Grauvogel, hautbois
- Hae-Sun Kang, violon
- Lucas Lipari-Mayer, trompette
- Jens McManama, cor
- Hideki Nagano, piano
- Jérôme Naulais, trombone
- Emmanuelle Ophèle, flûte
- Paul Riveaux, basson
- Clément Saunier, trompette
- John Stulz, alto
- Diego Tosi, violon
- Dimitri Vassilakis, piano
- Jean-Christophe Vervoitte, cor
- Sébastien Vichard, piano

### Anciens
- Pierre-Laurent Aimard, piano
- Michel Cerutti, percussion
- Daniel Arrignon, hautbois
- Florent Boffard, piano
- Gérard Buquet, tuba
- Frédérique Cambreling, harpe
- Jean-Paul Celea, contrebasse
- Jean-Pierre Collot, piano
- Antoine Curé, trompette
- Alain Damiens, clarinette
- Christophe Desjardins, alto
- Pascal Gallois, basson
- Jean-Jacques Gaudon, trompette
- Victor Hanna, percussion
- Maryvonne Le Dizes, violon
- Marc Marder, contrebasse
- Alain Marion, flûte
- Didier Pateau, hautbois
- Alain Planès, piano
- Jean-Guihen Queyras, violoncelle
- Benny Sluchin, trombone
- Pierre Strauch, violoncelle
- Pierre Thibaud, trompette
- Jean Sulem, alto
- Garth Knox, alto
- Arnaud Boukhitine, tuba

## Commandes
- Michael Jarrell, La Chambre aux échos (2010)
- Hèctor Parra, Caressant l'horizon (2010)
- Lucas Fagin, Lanterna magica (2010)
- Yann Robin, Vulcano (2010)
- Marco Stroppa, Re orso (2011)
- Sean Shepherd, Blur (2011)
- Bernhard Gander, Take nine for twelve (2011)
- Johannes Maria Staud, Par ici ! (2011)
- Jacques Rebotier, R.A.S (2011)
- François Sarhan, Talea II (2011)
- Ondrej Adamek, Kameny (2012)
- Enno Poppe, Speicher III et Speicher IV (2012)
- Luc Brewaeys, Fête à tensions (2012)
- Lu Wang, Past beyond (2012)
- Anthony Cheung, Dystemporal (2012)
- Einar Torfi Einarsson, Desiring-Machines (2012)
- Matthias Pintscher, Bereshit (2013)
- Philippe Leroux, Totalsolo (2013)

## Créations
- Gilbert Amy : La Variation ajoutée, pour dix-sept instruments et bande magnétique (1984)
- Luciano Berio : Chemins V, pour clarinette et filtres numériques (1980)
- Pierre Boulez : Répons, pour six solistes, orchestre et dispositif électronique (1981)
- Elliott Carter : Concerto pour clarinette (1997)
- Hugues Dufourt : L’Heure des traces,  pour orchestre de chambre (1986)
- Philippe Fénelon: Diagonal (1983), Midtown (1994)
- Lorenzo Ferrero : Ombres, pour ensemble et électronique (1984)
- Philip Glass : Music in Similar Motion, pour orchestre de chambre (1981)
- Magnus Lindberg : Joy, pour ensemble et électronique (1990)
- Olivier Messiaen : Un vitrail et des oiseaux, pour piano et orchestre à vent et percussions (1988)
- Steve Reich : City Life, pour ensemble musical et sons pré-enregistrés (1995)
- Iannis Xenakis : Jalons, pour un ensemble de 15 musiciens (1987)
- Frank Zappa : The Perfect Stranger (1984)

## Discographie
- 2008 : Luca Francesconi, Etymo, Da capo, A fuoco, Animus,  dirigé par Susanna Mälkki, label Kairos
- 2008 : Mozart/Berg, dirigé par Pierre Boulez, Decca
- 2009 : Philippe Manoury, Fragments pour un portrait, dirigé par Susanna Mälkki, label Kairos
- 2010 : Hector Parra, Hypermusic prologue, A projective Opera in seven planes, dirigé par Clement Power, label Kairos
- 2011 : Pierre Jodlowski, Drones, Barbarismes, Dialog/No Dialog, dirigé par Susanna Mälkki, label Kairos
- 2012 : Yann Robin, Vulcano, Art of Metal I, Art of Metal II, dirigé par Susanna Mälkki, label Kairos
- 2012 : Hector Parra, Caressant l'horizon, dirigé par Emio Pomarico, Col Legno